# EBS 고운노래 발표회
EBS 고운노래 발표회는 1998년에 시작되어 2010년에 폐지된 대한민국의 동요제이다.
EBS 고운노래 발표회는 한국교육방송공사가 새로운 동요의 발굴과 보급을 위하여 기획된 동요제였으며,
해마다 12곡가량의 창작동요를 발표하는데 기여되었다.
한국교육방송공사로서의 유일한 동요대회로, MBC 창작동요제와 KBS 창작동요대회를 견줄만한 메이저 동요대회로써 자리를 잡았다.
한국교육방송공사가 주최하는 관계로, 먼저 방송국에서 예선을 거친뒤, 12곡의 본선진출자를 가려내어 경연한다.

방영 날짜는, 동요 반달이 창작된 가을에 EBS TV와 EBS FM에 동시에 방송되었다.
그리고 대회가 거듭될수록 동요계의 발전과 기여를 했으며 주옥같은 곡이 초등학교에서 많이 불러지기를 희망하고 있다.
그러나 명맥을 계속 이어가던도중, 2010년에 발생한 천안함 사건과 연평도 포격 사건으로 인한 국가 애도기간에 맞물려
동요계 시장 축소 및 저조한 시청률, 방송 기회의 변질등 여러 가지 악재가 작용하면서 결국 2009년 제12회를 마지막으로 본 대회를 전면 폐지하였다.

## 역대 대상 수상곡
| 회차              | 연도   | 곡명            | 작사   | 작곡   | 노래 |
| ----------------- | ------ | --------------- | ------ | ------ | --- |
| 제1회             | 1998년 | 이슬의 아침체조 | 권호경 | 방혜란 | 김지연(경기 군포 양정초등학교 2학년(과거 서울 양정초등학교라고 함) |
| 제2회             | 1999년 | 새들의 노래     | 함은지 | 함은지 | 김가연 (서울 경복초등학교 4학년) |
| 제3회             | 2000년 | 무릎학교        | 하청호 | 오현주 | 김우건(부산 부흥초등학교 5학년) |
| 제4회             | 2001년 | 잠자리          | 박수진 | 김애경 | 오은지(서울 영도초등학교 4학년) |
| 제5회             | 2002년 | 그네뛰기        | 이성관 | 손정우 | 오은혜(서울 연가초등학교 6학년),최수정(서울 경복초등학교 5학년),박송이(서울 수진초등학교 5학년) 김자은(경기 안산 시곡초등학교 4학년), 홍제희(서울 중대부속초등학교 4학년),강소정(서울 삼릉초등학교 2학년) |
| 제6회             | 2003년 | 가랑잎 엽서     | 신현득 | 홍재근 | 윤나효(서울 윤중초등학교 4학년) |
| 제7회             | 2004년 | 엄마의 이야기   | 조은별 | 조원호 | 오소영(경기 구리 백문초등학교 3학년) |
| 제8회             | 2005년 | 풍뎅이 맴맴     | 김원겸 | 이은정 | 이한나(서울 포이초5), 윤서현, 송다원(경기 성남 탄천초등학교 4학년), 이소윤(경기 가평 청평초등학교 5학년), 이다경(서울 언주초등학교 6학년) |
| 제9회             | 2006년 | 아침의 노래     | 김옥순 | 임수연 | 남상호, 장치근(경기 고양 백마초등학교 5학년), 조경원(경기 고양 정발초등학교 5학년), 이세미(경기 고양 강선초등학교 5학년), 김민범(경기 고양 고봉초등학교 4학년),설동윤(경기 고양 현산초등학교 4학년), 서재희(경기 고양 신일초등학교 4학년), 이혜림(경기 고양 호수초등학교 4학년), 허예원, 송지수(경기 고양 신촌초등학교 4학년) |
| 제10회            | 2007년 | 아무 말 없이    | 김봉학 | 김봉학 | 한승연(경기 의정부 부용초등학교 5학년) |
| 제11회            | 2008년 | 꿈 속 나라      | 한예찬 | 최재혁 | 김효진(대구 동산초등학교 6학년) |
| 제12회 (마지막회) | 2009년 | 꿈 저금통       | 김유정 | 배인숙 | 성태현(서울 원묵초등학교 3학년) |

## 개요
| - 방송 : EBS 라디오 참가팀 : 예선을 거쳐 본선에 12팀이 오름. \| 참가번호 \| 곡명 \| 작사 \| 작곡 \| 가창자 \| 비고 \| \| -------- \| -------------------- \| ------ \| ------ \| ---------------------------------------------------------------------------------------------------------------------------------- \| -------- \| \| 1 \| 꽃밭에 서면 \| 김원석 \| 손정우 \| 김승현(경기 부천 부안초등학교 5학년) \| 우수상 \| \| 2 \| 꽃처럼 나비처럼 \| 선용 \| 우경숙 \| 신희연, 이미진(부산 다선초등학교), 강민영, 정민영, 안예슬(부산 남성초등학교), 조지현(부산 하남초등학교), 김현아(부산 남일초등학교) \| 우수상 \| \| 3 \| 우리 가족 \| 이필주 \| 이성복 \| 정지원(서울 가동초등학교 6학년) \| 우수상 \| \| 4 \| 무지개 세상 \| 박미진 \| 박미진 \| 박세희(서울 잠원초등학교 4학년) \| 우수상 \| \| 5 \| 시골 외갓집 \| 고운애 \| 노재원 \| 백혜주(경남 진주 정촌초등학교 4학년) \| 우수상 \| \| 6 \| 이슬방울 되어 \| 엄성기 \| 김혜선 \| 김채린(울산 화정초등학교 5학년) \| 우수상 \| \| 7 \| 행복이 가득한 나라 \| 이강산 \| 이강산 \| 최동찬 외 1명 \| 우수상 \| \| 8 \| 풀피리 부는 언덕에서 \| 박신혜 \| 박영주 \| 정문지(부산 달북초등학교 5학년) \| 우수상 \| \| 9 \| 나의 꿈 \| 박수진 \| 김애경 \| 김현정(서울 은석초등학교 5학년) \| 우수상 \| \| 10 \| 내 고향 가는길 \| 윤순희 \| 윤순희 \| 김인아(서울 고산초등학교 6학년) \| 우수상 \| \| 11 \| 수련 \| 김종두 \| 고정수 \| 이송미(제주 도남초등학교 5학년) \| 우수상 \| \| 12 \| 이슬의 아침체조 \| 권호연 \| 방혜란 \| 김지연(경기 군포 양정초등학교 2학년) \| 최우수상 \| |                      |        |        | |          |
| 참가번호 | 곡명                 | 작사   | 작곡   | 가창자 | 비고     |
| 1 | 꽃밭에 서면          | 김원석 | 손정우 | 김승현(경기 부천 부안초등학교 5학년)                                                                                               | 우수상   |
| 2 | 꽃처럼 나비처럼      | 선용   | 우경숙 | 신희연, 이미진(부산 다선초등학교), 강민영, 정민영, 안예슬(부산 남성초등학교), 조지현(부산 하남초등학교), 김현아(부산 남일초등학교) | 우수상   |
| 3 | 우리 가족            | 이필주 | 이성복 | 정지원(서울 가동초등학교 6학년) | 우수상   |
| 4 | 무지개 세상          | 박미진 | 박미진 | 박세희(서울 잠원초등학교 4학년) | 우수상   |
| 5 | 시골 외갓집          | 고운애 | 노재원 | 백혜주(경남 진주 정촌초등학교 4학년)                                                                                               | 우수상   |
| 6 | 이슬방울 되어        | 엄성기 | 김혜선 | 김채린(울산 화정초등학교 5학년) | 우수상   |
| 7 | 행복이 가득한 나라   | 이강산 | 이강산 | 최동찬 외 1명 | 우수상   |
| 8 | 풀피리 부는 언덕에서 | 박신혜 | 박영주 | 정문지(부산 달북초등학교 5학년) | 우수상   |
| 9 | 나의 꿈              | 박수진 | 김애경 | 김현정(서울 은석초등학교 5학년) | 우수상   |
| 10 | 내 고향 가는길       | 윤순희 | 윤순희 | 김인아(서울 고산초등학교 6학년) | 우수상   |
| 11 | 수련                 | 김종두 | 고정수 | 이송미(제주 도남초등학교 5학년) | 우수상   |
| 12 | 이슬의 아침체조      | 권호연 | 방혜란 | 김지연(경기 군포 양정초등학교 2학년)                                                                                               | 최우수상 |

| - 일시 : 1999년 7월 28일 (수) - 장소 : 성남시민회관 - 진행 : 최선규, 한홍비 - 방송 : 1999년 7월 30일 (금) 오후 5시 55분 EBS TV / 8월 1일 (일) 오후 3시 40분 EBS FM 참가팀 : 총 220곡이 참가해 예선을 거쳐 본선에 12팀이 오름. \| 참가번호 \| 곡명 \| 작사 \| 작곡 \| 가창자 \| 비고 \| \| -------- \| ---------------- \| ------ \| ------ \| ----------------------------------------------------------------------------------------------- \| -------- \| \| 1 \| 오늘은 즐거운 날 \| 이슬기 \| 탁재갑 \| 김나영,송예슬,변해준,이지헌 \| 우수상 \| \| 2 \| 봄의 노래 \| 박순정 \| 송택동 \| 송은경 \| 우수상 \| \| 3 \| 빛으로 만든 세상 \| 김종철 \| 정윤환 \| 이용범(서울 대길초등학교 6학년) \| 우수상 \| \| 4 \| 빗방울의 노래 \| 장은미 \| 장은미 \| 작은평화예술단 \| 우수상 \| \| 5 \| 나의 일기장 \| 이진아 \| 이진아 \| 박상훈 \| 우수상 \| \| 6 \| 편지를 써요 \| 박건호 \| 김애경 \| 김지현,김하연,이하림,이보경,진상희,최보림 \| 우수상 \| \| 7 \| 귓속말로 하세요 \| 김교현 \| 황선만 \| 이연지 \| 우수상 \| \| 8 \| 누가 있을까 \| 문원자 \| 문원자 \| 김보현,김성민,김지환,문아림,박수정,박신영 \| 우수상 \| \| 9 \| 파랑 색종이 \| 최향숙 \| 손정우 \| 박지혜 \| 우수상 \| \| 10 \| 참새 웃음 \| 김종영 \| 최석기 \| 김우건 \| 우수상 \| \| 11 \| 산이랑 딸기랑 \| 이순형 \| 이순형 \| 노래패 예쁜아이들(김민태,유정원,이정훈,오승환,이예진,이찬혁,전병수,김정현,이충희,하석민,조상은) \| 우수상 \| \| 12 \| 새들의 노래 \| 함은지 \| 함은지 \| 김가연(서울 경복초등학교 4학년) \| 최우수상 \| |                  |        |        |                                                                                                 |          |
| 참가번호 | 곡명             | 작사   | 작곡   | 가창자                                                                                          | 비고     |
| 1 | 오늘은 즐거운 날 | 이슬기 | 탁재갑 | 김나영,송예슬,변해준,이지헌                                                                     | 우수상   |
| 2 | 봄의 노래        | 박순정 | 송택동 | 송은경                                                                                          | 우수상   |
| 3 | 빛으로 만든 세상 | 김종철 | 정윤환 | 이용범(서울 대길초등학교 6학년)                                                                 | 우수상   |
| 4 | 빗방울의 노래    | 장은미 | 장은미 | 작은평화예술단                                                                                  | 우수상   |
| 5 | 나의 일기장      | 이진아 | 이진아 | 박상훈                                                                                          | 우수상   |
| 6 | 편지를 써요      | 박건호 | 김애경 | 김지현,김하연,이하림,이보경,진상희,최보림                                                       | 우수상   |
| 7 | 귓속말로 하세요  | 김교현 | 황선만 | 이연지                                                                                          | 우수상   |
| 8 | 누가 있을까      | 문원자 | 문원자 | 김보현,김성민,김지환,문아림,박수정,박신영                                                       | 우수상   |
| 9 | 파랑 색종이      | 최향숙 | 손정우 | 박지혜                                                                                          | 우수상   |
| 10 | 참새 웃음        | 김종영 | 최석기 | 김우건                                                                                          | 우수상   |
| 11 | 산이랑 딸기랑    | 이순형 | 이순형 | 노래패 예쁜아이들(김민태,유정원,이정훈,오승환,이예진,이찬혁,전병수,김정현,이충희,하석민,조상은) | 우수상   |
| 12 | 새들의 노래      | 함은지 | 함은지 | 김가연(서울 경복초등학교 4학년)                                                                 | 최우수상 |

| - 일시 : 2000년 7월 15일 (토) - 장소 : 과천시민회관 - 진행 : 유열, 한홍비 - 방송 : 2000년 7월 28일 (금) 오후 5시 20분 EBS TV 참가팀 : 총 276곡이 참가해 1차 예선에 66곡, 2차 예선을 거쳐 본선에 12팀이 오름. \| 참가번호 \| 곡명 \| 작사 \| 작곡 \| 가창자 \| 비고 \| \| -------- \| ------------------ \| ------ \| ------ \| ---------------------------------------------------- \| -------------- \| \| 1 \| 누가 혼자래 \| 최향숙 \| 손정우 \| 최현기(서울 자운초등학교) \| 우수상 \| \| 2 \| 사랑의 빛 \| 김종영 \| 이기경 \| 안정아,권정은,이아람,이지혜,조영은,김현지 \| 우수상 \| \| 3 \| 엄마하고 부르면 \| 박안나 \| 이강산 \| 신희석(청주 우암초등학교) \| 우수상 \| \| 4 \| 친구가 되고 싶다 \| 김찬양 \| 장은미 \| 기한아,김예은,안솔,이은솔,조광오,최인영,강수지 \| 우수상 \| \| 5 \| 봄이 오는 들판 \| 박수진 \| 김애경 \| 신수지(서울 계남초등학교) \| 우수상 \| \| 6 \| 상모놀이 \| 곽혜숙 \| 곽혜숙 \| 박정현(서울 거여초등학교), 강진희(인천 담방초등학교) \| 우수상 \| \| 7 \| 갈꽃노래 \| 김원겸 \| 최은경 \| 문지현(서울 압구정초등학교) \| 우수상 \| \| 8 \| 무릎학교 \| 하청호 \| 오현주 \| 김우건(부산 부흥초등학교) \| 최우수상 \| \| 9 \| 따뜻한 사랑 \| 박미진 \| 박미진 \| 장정윤(서울 경복초등학교),김종욱,김예리 \| 우수상 \| \| 10 \| 하회탈 \| 정우령 \| 정우령 \| 강경화(대구 대천초등학교) \| 가창상, 우수상 \| \| 11 \| 숲 속 풍경 \| 박은주 \| 석광희 \| 박정은,노희정,박규현,박창석,박선명,우인하,오다은 \| 인기상, 우수상 \| \| 12 \| 달빛 내린 창가에서 \| 박신혜 \| 박영주 \| 김지화(부산 청룡초등학교) \| 우수상 \| |                    |        |        |                                                      |                |
| 참가번호 | 곡명               | 작사   | 작곡   | 가창자                                               | 비고           |
| 1 | 누가 혼자래        | 최향숙 | 손정우 | 최현기(서울 자운초등학교)                            | 우수상         |
| 2 | 사랑의 빛          | 김종영 | 이기경 | 안정아,권정은,이아람,이지혜,조영은,김현지            | 우수상         |
| 3 | 엄마하고 부르면    | 박안나 | 이강산 | 신희석(청주 우암초등학교)                            | 우수상         |
| 4 | 친구가 되고 싶다   | 김찬양 | 장은미 | 기한아,김예은,안솔,이은솔,조광오,최인영,강수지       | 우수상         |
| 5 | 봄이 오는 들판     | 박수진 | 김애경 | 신수지(서울 계남초등학교)                            | 우수상         |
| 6 | 상모놀이           | 곽혜숙 | 곽혜숙 | 박정현(서울 거여초등학교), 강진희(인천 담방초등학교) | 우수상         |
| 7 | 갈꽃노래           | 김원겸 | 최은경 | 문지현(서울 압구정초등학교)                          | 우수상         |
| 8 | 무릎학교           | 하청호 | 오현주 | 김우건(부산 부흥초등학교)                            | 최우수상       |
| 9 | 따뜻한 사랑        | 박미진 | 박미진 | 장정윤(서울 경복초등학교),김종욱,김예리              | 우수상         |
| 10 | 하회탈             | 정우령 | 정우령 | 강경화(대구 대천초등학교)                            | 가창상, 우수상 |
| 11 | 숲 속 풍경         | 박은주 | 석광희 | 박정은,노희정,박규현,박창석,박선명,우인하,오다은     | 인기상, 우수상 |
| 12 | 달빛 내린 창가에서 | 박신혜 | 박영주 | 김지화(부산 청룡초등학교)                            | 우수상         |

| - 장소 : 무주 반딧불 축제 행사장 - 진행 : 유열, 최윤영 - 방송 : 2001년 9월 9일 (일) 오후 4시 20분 EBS TV 참가팀 : 총 195곡이 참가해 1, 2차 예선을 거쳐 본선에 12팀이 오름. \| 참가번호 \| 곡명 \| 작사 \| 작곡 \| 가창자 \| 비고 \| \| -------- \| -------------------------- \| -------- \| -------- \| ----------------------------------------------------------------------------------------------------- \| -------------- \| \| 1 \| 숨바꼭질 \| 이은하 \| 박성현 \| 최인영,황선영,신정화,신성욱,박주영,박주안,박송희,마상흠,유선종,이지효(부산 남성초등학교/하남초등학교) \| 우수상 \| \| 2 \| 숲속의 아침 \| 최정행 \| 최정행 \| 양승무(서울 교육대학 부속초등학교 5학년) \| 우수상 \| \| 3 \| 아이야 \| 최향숙 \| 손정우 \| 이경희,홍제희,정지윤,한효정,정지민,박찬미 \| 우수상 \| \| 4 \| 꽃이 핀 숲속에서 \| 유재봉 \| 유재봉 \| 방소윤(대전 태평초등학교 6학년) \| 가창상, 우수상 \| \| 5 \| 들길을 걸으면 \| 이슬기 \| 김지은 \| 나인영,박인영,김준희,김예린 \| 우수상 \| \| 6 \| 나는 정말 바보일까 \| 김종영 \| 정운룡 \| 김은미,배민지,임예빈,박소연 \| 우수상 \| \| 7 \| 아빠 발등 타고 왼발 오른발 \| 유경환 \| 조원경 \| 변재인,장지원,승도일,한혜연 \| 작사상, 우수상 \| \| 8 \| 반딧불 \| 김형주 \| 이기경 \| 이한기,전수지,김영주,이은혜,정혜승,허지원 \| 우수상 \| \| 9 \| 잠자리 \| 박수진 \| 김애경 \| 오은지(서울 영도초등학교 4학년) \| 대상 \| \| 10 \| 아빠 사랑해요 \| 심상휘 \| 김혜선 \| 최영석(서울 리라초등학교 3학년) \| 우수상 \| \| 11 \| 공기놀이 \| 정우령 \| 정우령 \| 최우형,최창렬,이영섭,이경민,김은령,이지윤,이소진,오소라,정주희 \| 인기상, 우수상 \| \| 12 \| 쌍둥이 내 동생 \| 김가나다 \| 김가나다 \| 윤선영(부산 남성초등학교 3학년) \| 우수상 \| |                            |          |          | |                |
| 참가번호 | 곡명                       | 작사     | 작곡     | 가창자                                                                                                | 비고           |
| 1 | 숨바꼭질                   | 이은하   | 박성현   | 최인영,황선영,신정화,신성욱,박주영,박주안,박송희,마상흠,유선종,이지효(부산 남성초등학교/하남초등학교) | 우수상         |
| 2 | 숲속의 아침                | 최정행   | 최정행   | 양승무(서울 교육대학 부속초등학교 5학년)                                                              | 우수상         |
| 3 | 아이야                     | 최향숙   | 손정우   | 이경희,홍제희,정지윤,한효정,정지민,박찬미                                                             | 우수상         |
| 4 | 꽃이 핀 숲속에서           | 유재봉   | 유재봉   | 방소윤(대전 태평초등학교 6학년)                                                                       | 가창상, 우수상 |
| 5 | 들길을 걸으면              | 이슬기   | 김지은   | 나인영,박인영,김준희,김예린                                                                           | 우수상         |
| 6 | 나는 정말 바보일까         | 김종영   | 정운룡   | 김은미,배민지,임예빈,박소연                                                                           | 우수상         |
| 7 | 아빠 발등 타고 왼발 오른발 | 유경환   | 조원경   | 변재인,장지원,승도일,한혜연                                                                           | 작사상, 우수상 |
| 8 | 반딧불                     | 김형주   | 이기경   | 이한기,전수지,김영주,이은혜,정혜승,허지원                                                             | 우수상         |
| 9 | 잠자리                     | 박수진   | 김애경   | 오은지(서울 영도초등학교 4학년)                                                                       | 대상           |
| 10 | 아빠 사랑해요              | 심상휘   | 김혜선   | 최영석(서울 리라초등학교 3학년)                                                                       | 우수상         |
| 11 | 공기놀이                   | 정우령   | 정우령   | 최우형,최창렬,이영섭,이경민,김은령,이지윤,이소진,오소라,정주희                                        | 인기상, 우수상 |
| 12 | 쌍둥이 내 동생             | 김가나다 | 김가나다 | 윤선영(부산 남성초등학교 3학년)                                                                       | 우수상         |

| - 일시 : 2002년 8월 24일 (토) 오후 7시 30분 - 장소 : 무주 반딧불 축제 행사장 - 진행 : 김생민, 김시연 - 방송 : 2002년 8월 31일 (토) 오후 4시, EBS 라디오 참가팀 : 총 212곡이 참가해 1, 2차 예선을 거쳐 본선에 12팀이 오름. \| 참가번호 \| 곡명 \| 작사 \| 작곡 \| 가창자 \| 비고 \| \| -------- \| ------------------ \| ------ \| ------ \| ---------------------------------------------------------------------------------- \| -------------- \| \| 1 \| 숲 속 요정 \| 김종영 \| 김희정 \| 송은지,엄정일,지다혜,박수진,정별,정다운,문혜준,윤희진 \| 우수상 \| \| 2 \| 하늘 \| 윤석중 \| 이성동 \| 최고은(경기 안양 박달초등학교 5학년) \| 우수상 \| \| 3 \| 빗방울 \| 이슬기 \| 윤순희 \| 김수지(서울 천일초등학교 5학년) \| 우수상 \| \| 4 \| 그네뛰기 \| 이성관 \| 손정우 \| 오은혜,최수정,박송이,김자은,홍제희,강소정 \| 대상, 인기상 \| \| 5 \| 웃음꽃나무 \| 안진현 \| 안진현 \| 이은혜(부산 성서초등학교 4학년) \| 우수상 \| \| 6 \| 그림동화 \| 정보형 \| 정보형 \| 민은별(인천교육대학교 부설초등학교 5학년) \| 우수상 \| \| 7 \| 봄 여름 가을 겨울 \| 김종영 \| 장은미 \| 김신은,최은영,임성윤,박귀린,최문영,오세영,김민진,박이슬,오소라,정주희,김지혜(부산) \| 우수상 \| \| 8 \| 줄넘기 \| 이성관 \| 류정식 \| 신소연,사공빈,손장병,임수빈,이시영,임윤지,이다정,김재원,사공민(서울) \| 우수상 \| \| 9 \| 별의 웃음 \| 정소희 \| 홍재근 \| 강승호,김혜수,이예림,장윤정,정승빈,김보명,이상빈,정선홍,정한빈 \| 우수상 \| \| 10 \| 엄마의 향기 \| 노혜경 \| 이은하 \| 박소현(부산 다선초등학교 5학년) \| 우수상 \| \| 11 \| 산 \| 이은하 \| 홍영기 \| 정혜승,정빛나,문유선,정희정,김동근,안희련,양기련,김인정,서보경,백슬기,장서희 \| 우수상 \| \| 12 \| 신기한 요술 방망이 \| 이성관 \| 황옥경 \| 김예희(충북 청주 남성초등학교 6학년) \| 가창상, 우수상 \| |                    |        |        |                                                                                    |                |
| 참가번호 | 곡명               | 작사   | 작곡   | 가창자                                                                             | 비고           |
| 1 | 숲 속 요정         | 김종영 | 김희정 | 송은지,엄정일,지다혜,박수진,정별,정다운,문혜준,윤희진                              | 우수상         |
| 2 | 하늘               | 윤석중 | 이성동 | 최고은(경기 안양 박달초등학교 5학년)                                               | 우수상         |
| 3 | 빗방울             | 이슬기 | 윤순희 | 김수지(서울 천일초등학교 5학년)                                                    | 우수상         |
| 4 | 그네뛰기           | 이성관 | 손정우 | 오은혜,최수정,박송이,김자은,홍제희,강소정                                          | 대상, 인기상   |
| 5 | 웃음꽃나무         | 안진현 | 안진현 | 이은혜(부산 성서초등학교 4학년)                                                    | 우수상         |
| 6 | 그림동화           | 정보형 | 정보형 | 민은별(인천교육대학교 부설초등학교 5학년)                                          | 우수상         |
| 7 | 봄 여름 가을 겨울  | 김종영 | 장은미 | 김신은,최은영,임성윤,박귀린,최문영,오세영,김민진,박이슬,오소라,정주희,김지혜(부산) | 우수상         |
| 8 | 줄넘기             | 이성관 | 류정식 | 신소연,사공빈,손장병,임수빈,이시영,임윤지,이다정,김재원,사공민(서울)               | 우수상         |
| 9 | 별의 웃음          | 정소희 | 홍재근 | 강승호,김혜수,이예림,장윤정,정승빈,김보명,이상빈,정선홍,정한빈                     | 우수상         |
| 10 | 엄마의 향기        | 노혜경 | 이은하 | 박소현(부산 다선초등학교 5학년)                                                    | 우수상         |
| 11 | 산                 | 이은하 | 홍영기 | 정혜승,정빛나,문유선,정희정,김동근,안희련,양기련,김인정,서보경,백슬기,장서희       | 우수상         |
| 12 | 신기한 요술 방망이 | 이성관 | 황옥경 | 김예희(충북 청주 남성초등학교 6학년)                                               | 가창상, 우수상 |

| - 일시 : 2003년 11월 15일 (토) 오후 4시 - 장소 : 부천시청 대강당 - 진행 : 문천식, 김혜연 - 방송 : 2003년 11월 22일 (토) 오후 3시 20분 (라디오, 오후 5시) 참가팀 : 총 249곡이 참가해 1, 2차 예선을 거쳐 본선에 12팀이 오름. \| 참가번호 \| 곡명 \| 작사 \| 작곡 \| 가창자 \| 비고 \| \| -------- \| ----------------------- \| ------ \| ------ \| --------------------------------------------------------------------- \| -------------- \| \| 1 \| 사진이 가르쳐 준 시간 \| 박미진 \| 나예미 \| 김예리(서울 성신초등학교 5학년) \| 우수상 \| \| 2 \| 물감찍기 \| 정민아 \| 이은하 \| 오서윤,차예원,민혜지,이지헌,백정한,김도현,김은정 \| 우수상 \| \| 3 \| 어머니 \| 김종영 \| 박정미 \| 박지은(경남 김해 삼방초등학교 4학년) \| 우수상 \| \| 4 \| 꽃들의 이야기 \| 김완기 \| 추운엽 \| 김민지(서울교육대학교 부설초등학교 5학년) \| 우수상 \| \| 5 \| 산타기 \| 김동억 \| 김남삼 \| 최연선,최영은,서인선,김고운,김정민,김주형,윤지원 \| 우수상 \| \| 6 \| 창문 \| 이슬기 \| 성화정 \| 이희정(서울 청원초등학교 6학년) \| 우수상 \| \| 7 \| 내가 나에게 하는 이야기 \| 김원겸 \| 서지혜 \| 이소진(부산 남성초등학교 4학년) \| 우수상, 특별상 \| \| 8 \| 하얀편지 \| 김종영 \| 주유미 \| 장윤정,김기연,오수영,이예진,김예진,신선호,임가영(서울) \| 우수상, 가창상 \| \| 9 \| 책갈피에 끼워둔 가을 \| 김준식 \| 정재원 \| 문선혜(서울 불암초등학교 5학년) \| 우수상 \| \| 10 \| 풀벌레의 가을 여행 \| 방소윤 \| 유재봉 \| 박성현,정지은,박충연,이가빈,신다은,김소연,조수인(대전) \| 우수상, 인기상 \| \| 11 \| 가랑잎 엽서 \| 신현득 \| 홍재근 \| 윤나효(서울 윤중초등학교 4학년) \| 대상 \| \| 12 \| 책속에는 \| 김종영 \| 최경진 \| 하근영(서울 리라초등학교 5학년), 박수진(경기 부천 부곡초등학교 6학년) \| 우수상 \| |                         |        |        |                                                                       |                |
| 참가번호 | 곡명                    | 작사   | 작곡   | 가창자                                                                | 비고           |
| 1 | 사진이 가르쳐 준 시간   | 박미진 | 나예미 | 김예리(서울 성신초등학교 5학년)                                       | 우수상         |
| 2 | 물감찍기                | 정민아 | 이은하 | 오서윤,차예원,민혜지,이지헌,백정한,김도현,김은정                      | 우수상         |
| 3 | 어머니                  | 김종영 | 박정미 | 박지은(경남 김해 삼방초등학교 4학년)                                  | 우수상         |
| 4 | 꽃들의 이야기           | 김완기 | 추운엽 | 김민지(서울교육대학교 부설초등학교 5학년)                             | 우수상         |
| 5 | 산타기                  | 김동억 | 김남삼 | 최연선,최영은,서인선,김고운,김정민,김주형,윤지원                      | 우수상         |
| 6 | 창문                    | 이슬기 | 성화정 | 이희정(서울 청원초등학교 6학년)                                       | 우수상         |
| 7 | 내가 나에게 하는 이야기 | 김원겸 | 서지혜 | 이소진(부산 남성초등학교 4학년)                                       | 우수상, 특별상 |
| 8 | 하얀편지                | 김종영 | 주유미 | 장윤정,김기연,오수영,이예진,김예진,신선호,임가영(서울)                | 우수상, 가창상 |
| 9 | 책갈피에 끼워둔 가을    | 김준식 | 정재원 | 문선혜(서울 불암초등학교 5학년)                                       | 우수상         |
| 10 | 풀벌레의 가을 여행      | 방소윤 | 유재봉 | 박성현,정지은,박충연,이가빈,신다은,김소연,조수인(대전)                | 우수상, 인기상 |
| 11 | 가랑잎 엽서             | 신현득 | 홍재근 | 윤나효(서울 윤중초등학교 4학년)                                       | 대상           |
| 12 | 책속에는                | 김종영 | 최경진 | 하근영(서울 리라초등학교 5학년), 박수진(경기 부천 부곡초등학교 6학년) | 우수상         |

| - 일시 : 2004년 12월 18일 (토) 오후 5시 - 장소 : 부천시청 대강당 - 진행 : 김태진, 김지선 - 방송 : 2004년 12월 31일 (금) 오후 6시 50분 (라디오, 12월 26일) 참가팀 : 총 198곡이 참가해 1, 2차 예선을 거쳐 본선에 12팀이 오름. \| 참가번호 \| 곡명 \| 작사 \| 작곡 \| 가창자 \| 비고 \| \| -------- \| ----------------------- \| ----------- \| ------ \| ---------------------------------------------------------------------------------- \| -------------- \| \| 1 \| 우리 집은 보물상자 \| 박용진 \| 오현승 \| 주소현,서지혜,김서우,이지연,윤형재,안민아,이주희,전하은,김혜인,이송희(경기 고양) \| 우수상 \| \| 2 \| 엄마의 이야기 \| 조은별 \| 조원호 \| 오소영(경기 구리 백문초등학교 3학년) \| 대상 \| \| 3 \| 세잎 클로버 네잎 클로버 \| 연우 김명희 \| 손정우 \| 임윤지,이다정,이한나,김재원,사공민,송다원,윤서현 \| 최우수상 \| \| 4 \| 계수나무 꿈 \| 곽진영 \| 강수현 \| 남윤지,김혜인,임수빈,이유정,신정민,정이지 \| 우수상 \| \| 5 \| 실잠자리 \| 신정범 \| 조미진 \| 신유진(서울 중동초등학교 3학년) \| 우수상 \| \| 6 \| 원두막 풍경 \| 김원겸 \| 유재봉 \| 소신아,이유미,김성령,최효림,김예슬,조다혜,이윤호(서울) \| 우수상 \| \| 7 \| 구름사탕 \| 김형주 \| 이은하 \| 김도현(부산 중리초등학교 5학년), 이지형(부산 동성초등학교 2학년) \| 우수상, 특별상 \| \| 8 \| 하하호호 소곤소곤 \| 김종영 \| 황옥진 \| 상소연,임규민,이선미,배경서,박주영,신지현,한예람,김혜진,이유민(경기 성남) \| 우수상 \| \| 9 \| 눈이 내린 밤 \| 이슬기 \| 김지은 \| 박선경(충남 천안 쌍용초등학교 2학년) \| 가창상, 우수상 \| \| 10 \| 즐거운 소풍 \| 최정행 \| 최정행 \| 송혜인,민은별,김예은,이은총,이지현,방혜영,김도희,석다희,김예리,홍성지,김민채(인천) \| 우수상 \| \| 11 \| 샛별 \| 곽진영 \| 주유미 \| 오수영(서울 계성초등학교 5학년) \| 우수상, 인기상 \| \| 12 \| 발가락 오남매 \| 성윤정 \| 성화정 \| 유희상,김정연,박지수,김하윤,김다윤,김찬미(서울) \| 우수상 \| |                         |             |        |                                                                                    |                |
| 참가번호 | 곡명                    | 작사        | 작곡   | 가창자                                                                             | 비고           |
| 1 | 우리 집은 보물상자      | 박용진      | 오현승 | 주소현,서지혜,김서우,이지연,윤형재,안민아,이주희,전하은,김혜인,이송희(경기 고양)   | 우수상         |
| 2 | 엄마의 이야기           | 조은별      | 조원호 | 오소영(경기 구리 백문초등학교 3학년)                                               | 대상           |
| 3 | 세잎 클로버 네잎 클로버 | 연우 김명희 | 손정우 | 임윤지,이다정,이한나,김재원,사공민,송다원,윤서현                                   | 최우수상       |
| 4 | 계수나무 꿈             | 곽진영      | 강수현 | 남윤지,김혜인,임수빈,이유정,신정민,정이지                                          | 우수상         |
| 5 | 실잠자리                | 신정범      | 조미진 | 신유진(서울 중동초등학교 3학년)                                                    | 우수상         |
| 6 | 원두막 풍경             | 김원겸      | 유재봉 | 소신아,이유미,김성령,최효림,김예슬,조다혜,이윤호(서울)                             | 우수상         |
| 7 | 구름사탕                | 김형주      | 이은하 | 김도현(부산 중리초등학교 5학년), 이지형(부산 동성초등학교 2학년)                   | 우수상, 특별상 |
| 8 | 하하호호 소곤소곤       | 김종영      | 황옥진 | 상소연,임규민,이선미,배경서,박주영,신지현,한예람,김혜진,이유민(경기 성남)          | 우수상         |
| 9 | 눈이 내린 밤            | 이슬기      | 김지은 | 박선경(충남 천안 쌍용초등학교 2학년)                                               | 가창상, 우수상 |
| 10 | 즐거운 소풍             | 최정행      | 최정행 | 송혜인,민은별,김예은,이은총,이지현,방혜영,김도희,석다희,김예리,홍성지,김민채(인천) | 우수상         |
| 11 | 샛별                    | 곽진영      | 주유미 | 오수영(서울 계성초등학교 5학년)                                                    | 우수상, 인기상 |
| 12 | 발가락 오남매           | 성윤정      | 성화정 | 유희상,김정연,박지수,김하윤,김다윤,김찬미(서울)                                    | 우수상         |

| - 일시 : 2005년 9월 10일 (토) 오후 4시 - 장소 : 한전아트센터 (서울 양재동) - 진행 : 문용현, 정인선 - 방송 : 2005년 9월 17일 (토) 오후 6시 20분 (라디오, 9월 19일 (월) 오전 11시) 참가팀 : 1, 2차 예선을 거쳐 본선에 12팀이 오름. \| 참가번호 \| 곡명 \| 작사 \| 작곡 \| 가창자 \| 비고 \| \| -------- \| -------------------- \| ------ \| ------ \| --------------------------------------------------------------------------------------- \| -------------- \| \| 1 \| 바람나라 싱그런 노래 \| 배상희 \| 허미경 \| 윤혜서(서울 신광초등학교 5학년) \| 우수상 \| \| 2 \| 풍뎅이 맴맴 \| 김원겸 \| 이은정 \| 이한나, 윤서현, 송다원, 이소윤, 이다경 \| 대상, 인기상 \| \| 3 \| 비꽃의 리듬축제 \| 김정녀 \| 민영은 \| 민윤아(경기 성남 신기초등학교 3학년) \| 우수상 \| \| 4 \| 우물안의 개구리 \| 박용진 \| 박용진 \| 이지연, 이동원, 이주희, 안민아, 김하늘, 이성민, 남상호, 장치근, 조경훤, 조영재 \| 우수상 \| \| 5 \| 꽃 잠 \| 이성관 \| 류정식 \| 최연수(서울 예일초등학교 5학년) \| 우수상, 가창상 \| \| 6 \| 고사리손 \| 김정녀 \| 김정녀 \| 한정원(서울 갈산초등학교 3학년) \| 우수상 \| \| 7 \| 내 마음 네 노래 \| 주유미 \| 주유미 \| 신선호, 임소윤, 최여비, 정유진, 오태훈, 권나연, 김아정 \| 우수상, 특별상 \| \| 8 \| 하늘 가득히 \| 김다나 \| 한혜원 \| 김찬미(서울 창경초등학교 5학년) \| 우수상 \| \| 9 \| 할머니의 옛날이야기 \| 최석기 \| 최석기 \| 김민주, 김수빈, 김동찬, 정용성, 강민우, 김수정, 양채은(경남 거제 대우초등학교) \| 최우수상 \| \| 10 \| 연꽃 이야기 \| 김원겸 \| 김신혜 \| 이다정(서울 포이초등학교 5학년) \| 우수상 \| \| 11 \| 병아리 \| 김봉학 \| 김봉학 \| 임가영, 김수현, 구하영, 김율희, 유지수, 정혜원, 김정연, 강주연(서울 계성초등학교 3학년) \| 우수상, 인기상 \| \| 12 \| 겨울아이 \| 곽진영 \| 강수현 \| 전희주(서울 을지초등학교 6학년) \| 우수상 \| |                      |        |        |                                                                                         |                |
| 참가번호 | 곡명                 | 작사   | 작곡   | 가창자                                                                                  | 비고           |
| 1 | 바람나라 싱그런 노래 | 배상희 | 허미경 | 윤혜서(서울 신광초등학교 5학년)                                                         | 우수상         |
| 2 | 풍뎅이 맴맴          | 김원겸 | 이은정 | 이한나, 윤서현, 송다원, 이소윤, 이다경                                                  | 대상, 인기상   |
| 3 | 비꽃의 리듬축제      | 김정녀 | 민영은 | 민윤아(경기 성남 신기초등학교 3학년)                                                    | 우수상         |
| 4 | 우물안의 개구리      | 박용진 | 박용진 | 이지연, 이동원, 이주희, 안민아, 김하늘, 이성민, 남상호, 장치근, 조경훤, 조영재          | 우수상         |
| 5 | 꽃 잠                | 이성관 | 류정식 | 최연수(서울 예일초등학교 5학년)                                                         | 우수상, 가창상 |
| 6 | 고사리손             | 김정녀 | 김정녀 | 한정원(서울 갈산초등학교 3학년)                                                         | 우수상         |
| 7 | 내 마음 네 노래      | 주유미 | 주유미 | 신선호, 임소윤, 최여비, 정유진, 오태훈, 권나연, 김아정                                  | 우수상, 특별상 |
| 8 | 하늘 가득히          | 김다나 | 한혜원 | 김찬미(서울 창경초등학교 5학년)                                                         | 우수상         |
| 9 | 할머니의 옛날이야기  | 최석기 | 최석기 | 김민주, 김수빈, 김동찬, 정용성, 강민우, 김수정, 양채은(경남 거제 대우초등학교)          | 최우수상       |
| 10 | 연꽃 이야기          | 김원겸 | 김신혜 | 이다정(서울 포이초등학교 5학년)                                                         | 우수상         |
| 11 | 병아리               | 김봉학 | 김봉학 | 임가영, 김수현, 구하영, 김율희, 유지수, 정혜원, 김정연, 강주연(서울 계성초등학교 3학년) | 우수상, 인기상 |
| 12 | 겨울아이             | 곽진영 | 강수현 | 전희주(서울 을지초등학교 6학년)                                                         | 우수상         |

| - 일시 : 2006년 9월 20일 (수) 오후 7시 - 장소 : 서울 양재동 교육문화회관 - 진행 : 문용현, 길수현 - 방송 : 2006년 10월 6일 (금) 오후 5시 40분 (라디오, 10월 8일 (일) 오후 6시) 참가팀 : 1, 2차 예선을 거쳐 본선에 12팀이 오름. \| 참가번호 \| 곡명 \| 작사 \| 작곡 \| 가창자 \| 비고 \| \| -------- \| ------------------- \| ------ \| ------ \| ------------------------------------------------------------------------------ \| -------------- \| \| 1 \| 동화나라 여행 \| 김종영 \| 손현주 \| 인혜진, 김유정, 김지선, 이신희, 박예은, 이지은, 김세영, 박정민 \| 우수상 \| \| 2 \| 사과따러 가요 \| 이미애 \| 동수연 \| 최은지(서울 구룡초등학교 3학년), 안재경(서울 포이초등학교 3학년) \| 우수상 \| \| 3 \| 별, 꽃 친구 \| 박은주 \| 석광희 \| 류혜란(부산 봉래초등학교 6학년) \| 우수상 \| \| 4 \| 솔방울 \| 김미희 \| 정홍근 \| 이수민, 구연수, 최혜은, 송지윤, 김건희, 이윤지, 이현수 \| 우수상 \| \| 5 \| 오솔길 \| 이복자 \| 이성복 \| 홍진표, 박소형, 한미경, 최경진, 윤희진, 우진실, 저지연, 백민지 \| 우수상, 가창상 \| \| 6 \| 봄을 그리는 화가 \| 한예찬 \| 김희정 \| 박은우(서울 학동초등학교 5학년) \| 우수상 \| \| 7 \| 아기 참새 날기 연습 \| 이성관 \| 류정식 \| 이다정, 조다혜, 장윤영, 송준혁, 윤정인, 류진, 김민선 \| 우수상, 특별상 \| \| 8 \| 꿈 자전거 \| 김종영 \| 정우령 \| 김미지, 김민진, 김재훈, 백지원, 서명희 \| 우수상 \| \| 9 \| 비눗방울 \| 김명희 \| 황옥경 \| 서정은, 이조은, 유수연, 차윤서, 차수현, 엄유림, 김효언 \| 최우수상 \| \| 10 \| 하얀 동물원 \| 김종영 \| 허미경 \| 정지아(서울 포이초등학교 1학년) \| 우수상 \| \| 11 \| 무지개와 개구리 \| 김유정 \| 김유정 \| 이승연, 이은상, 김기연, 정지은, 김채연, 최동호, 김다빈 \| 우수상 \| \| 12 \| 아침의 노래 \| 김옥순 \| 임수연 \| 남상호, 장치근, 조경훤, 이세미, 김민범, 설동윤, 서재희, 이혜림, 허예원, 송지수 \| 대상 \| |                     |        |        |                                                                                |                |
| 참가번호 | 곡명                | 작사   | 작곡   | 가창자                                                                         | 비고           |
| 1 | 동화나라 여행       | 김종영 | 손현주 | 인혜진, 김유정, 김지선, 이신희, 박예은, 이지은, 김세영, 박정민                 | 우수상         |
| 2 | 사과따러 가요       | 이미애 | 동수연 | 최은지(서울 구룡초등학교 3학년), 안재경(서울 포이초등학교 3학년)               | 우수상         |
| 3 | 별, 꽃 친구         | 박은주 | 석광희 | 류혜란(부산 봉래초등학교 6학년)                                                | 우수상         |
| 4 | 솔방울              | 김미희 | 정홍근 | 이수민, 구연수, 최혜은, 송지윤, 김건희, 이윤지, 이현수                         | 우수상         |
| 5 | 오솔길              | 이복자 | 이성복 | 홍진표, 박소형, 한미경, 최경진, 윤희진, 우진실, 저지연, 백민지                 | 우수상, 가창상 |
| 6 | 봄을 그리는 화가    | 한예찬 | 김희정 | 박은우(서울 학동초등학교 5학년)                                                | 우수상         |
| 7 | 아기 참새 날기 연습 | 이성관 | 류정식 | 이다정, 조다혜, 장윤영, 송준혁, 윤정인, 류진, 김민선                           | 우수상, 특별상 |
| 8 | 꿈 자전거           | 김종영 | 정우령 | 김미지, 김민진, 김재훈, 백지원, 서명희                                         | 우수상         |
| 9 | 비눗방울            | 김명희 | 황옥경 | 서정은, 이조은, 유수연, 차윤서, 차수현, 엄유림, 김효언                         | 최우수상       |
| 10 | 하얀 동물원         | 김종영 | 허미경 | 정지아(서울 포이초등학교 1학년)                                                | 우수상         |
| 11 | 무지개와 개구리     | 김유정 | 김유정 | 이승연, 이은상, 김기연, 정지은, 김채연, 최동호, 김다빈                         | 우수상         |
| 12 | 아침의 노래         | 김옥순 | 임수연 | 남상호, 장치근, 조경훤, 이세미, 김민범, 설동윤, 서재희, 이혜림, 허예원, 송지수 | 대상           |

| - 일시 : 2007년 10월 3일 (수) 오후 4시 - 장소 : 하남문화예술회관 - 진행 : 문용현, 전제향 - 방송 : 2007년 10월 14일 (일) 오전 10시 40분 (라디오, 10월 14일 (일) 오후 2시) 참가팀 : 1, 2차 예선을 거쳐 본선에 12팀이 오름. \| 참가번호 \| 곡명 \| 작사 \| 작곡 \| 가창자 \| 비고 \| \| -------- \| ----------------------- \| ----------- \| ------ \| ---------------------------------------------------------------------- \| -------------- \| \| 1 \| 개미 \| 홍혜영 \| 홍혜영 \| 김민지(경기 성남 늘푸른초등학교 5학년) \| 우수상 \| \| 2 \| 무얼까 \| 김완기 \| 정연택 \| 장윤영, 최은지, 안재경, 장오은, 안희성, 조다은 \| 우수상 \| \| 3 \| 하늘과 바다는 \| 박경진 \| 김수미 \| 반창엽(서울교육대학교 부설초등학교 4학년) \| 우수상 \| \| 4 \| 스케이트 타는 오리가족 \| 백지원 \| 정우령 \| 김성은, 윤정원, 이유진, 박은정, 오은빈, 김지원, 김영은 \| 우수상 \| \| 5 \| 풀잎의 소리 \| 연우 김명희 \| 최오희 \| 송다원(경기 성남 탄천초등학교 6학년) \| 우수상 \| \| 6 \| 두 자매가 살아가는 방법 \| 김정녀 \| 김정녀 \| 문수연(서울 중마초등학교 5학년), 박리나(서울 구룡초등학교 3학년) \| 우수상 \| \| 7 \| 꽃씨 \| 김원겸 \| 허미경 \| 정지아(서울 포이초등학교 2학년) \| 우수상 \| \| 8 \| 아무 말 없이 \| 김봉학 \| 김봉학 \| 한승연(경기 의정부 부용초등학교 3학년) \| 대상 \| \| 9 \| 신나는 학교장터 \| 백승학 \| 김드리 \| 김유겸, 김진수, 유다현, 박지원, 김세현, 최인영, 김세연, 탁유진 \| 우수상 \| \| 10 \| 가장 예쁜 꽃 \| 정문규 \| 최재혁 \| 이예지(서울 경동초등학교 6학년) \| 우수상 \| \| 11 \| 꼬불꼬불 지팡이 \| 연우 김명희 \| 황옥경 \| 국화정, 은경현, 이예진, 김서영, 문정원, 박선영, 배소영, 이가연, 이연주 \| 우수상, 인기상 \| \| 12 \| 꿈을 찾아서 \| 이순형 \| 최창엽 \| 류진(서울 중목초등학교 5학년) \| 우수상 \| |                         |             |        |                                                                        |                |
| 참가번호 | 곡명                    | 작사        | 작곡   | 가창자                                                                 | 비고           |
| 1 | 개미                    | 홍혜영      | 홍혜영 | 김민지(경기 성남 늘푸른초등학교 5학년)                                 | 우수상         |
| 2 | 무얼까                  | 김완기      | 정연택 | 장윤영, 최은지, 안재경, 장오은, 안희성, 조다은                         | 우수상         |
| 3 | 하늘과 바다는           | 박경진      | 김수미 | 반창엽(서울교육대학교 부설초등학교 4학년)                              | 우수상         |
| 4 | 스케이트 타는 오리가족  | 백지원      | 정우령 | 김성은, 윤정원, 이유진, 박은정, 오은빈, 김지원, 김영은                 | 우수상         |
| 5 | 풀잎의 소리             | 연우 김명희 | 최오희 | 송다원(경기 성남 탄천초등학교 6학년)                                   | 우수상         |
| 6 | 두 자매가 살아가는 방법 | 김정녀      | 김정녀 | 문수연(서울 중마초등학교 5학년), 박리나(서울 구룡초등학교 3학년)       | 우수상         |
| 7 | 꽃씨                    | 김원겸      | 허미경 | 정지아(서울 포이초등학교 2학년)                                        | 우수상         |
| 8 | 아무 말 없이            | 김봉학      | 김봉학 | 한승연(경기 의정부 부용초등학교 3학년)                                 | 대상           |
| 9 | 신나는 학교장터         | 백승학      | 김드리 | 김유겸, 김진수, 유다현, 박지원, 김세현, 최인영, 김세연, 탁유진         | 우수상         |
| 10 | 가장 예쁜 꽃            | 정문규      | 최재혁 | 이예지(서울 경동초등학교 6학년)                                        | 우수상         |
| 11 | 꼬불꼬불 지팡이         | 연우 김명희 | 황옥경 | 국화정, 은경현, 이예진, 김서영, 문정원, 박선영, 배소영, 이가연, 이연주 | 우수상, 인기상 |
| 12 | 꿈을 찾아서             | 이순형      | 최창엽 | 류진(서울 중목초등학교 5학년)                                          | 우수상         |

| - 일시 : 2008년 8월 31일 (일) 오후 7시 30분 - 장소 : 국립극장 KB청소년하늘극장 - 진행 : 김생민, 김소영 - 방송 : 2008년 9월 13일 (토) 오후 5시 (라디오, 9월 14일 (일) 오후 2시) 참가팀 :총 229곡이 응모하여 1, 2차 예선을 거쳐 본선에 12팀이 오름. \| 참가번호 \| 곡명 \| 작사 \| 작곡 \| 가창자 \| 비고 \| \| -------- \| ------------------------- \| ------ \| ------ \| --------------------------------------------------------------------------------------------------------------------------------------------------------------------------------------------------------------------------------------------------------------------------------------------------------------------------------------------------- \| ------ \| \| 1 \| 창문 속 풍경 \| 이근호 \| 윤혜련 \| 장푸름(경기 용인 용마초등학교 6학년) \| 우수상 \| \| 2 \| 미운 오리 \| 정명진 \| 구자진 \| 구민경(경남 김해 동광초등학교 4학년) \| 우수상 \| \| 3 \| 난 행복해 \| 김성윤 \| 유태왕 \| 이유진(서울 봉현초등학교 4학년) \| 우수상 \| \| 4 \| 새가 나에게 하는 말 \| 김유정 \| 김유정 \| 이지우(서울 묘곡초등학교 6학년), 최동호(경기 용인 신리초등학교 5학년), 박영은(경기 성남 서당초등학교 5학년), 이주은(경기 성남 돌마초등학교 4학년), 조성윤(경기 성남 늘푸른초등학교 4학년), 최문영(경기 용인 신리초등학교 3학년), 김수인(경기 남양주 도농초등학교 3학년), 김서연(경기 성남 내정초등학교 2학년), 허서연(경기 성남 이매초등학교 2학년) \| 우수상 \| \| 5 \| 꿈 속 나라 \| 한예찬 \| 최재혁 \| 김효진(대구 동산초등학교 6학년) \| 대상 \| \| 6 \| 나무 의자 \| 주유미 \| 주유미 \| 성민희(서울 원묵초등학교 5학년) \| 우수상 \| \| 7 \| 다람쥐 가족 이리저리 콩콩 \| 백지원 \| 정우령 \| 전혜원(경북대학교 사범대학 부설초등학교 3학년), 김명진(대구 동일초등학교 3학년), 김진아(대구 삼육초등학교 3학년), 노원경(대구 삼육초등학교 3학년), 박민수(대구 동일초등학교 3학년), 심경민(대구 동일초등학교 3학년), 이새연(대구 욱수초등학교 2학년) \| 우수상 \| \| 8 \| 내 마음의 봄 꽃 \| 김영좌 \| 윤학준 \| 이윤지(울산 삼신초등학교 5학년) \| 우수상 \| \| 9 \| 꿈꾸는 고래 \| 홍재근 \| 조혜진 \| 장주희(울산 삼신초등학교 6학년) \| 우수상 \| \| 10 \| 오선지의 꿈 \| 조경찬 \| 김영민 \| 박정현(서울 왕북초등학교 6학년) \| 우수상 \| \| 11 \| 연시 \| 이근호 \| 이근호 \| 김수연(경기 용인 상현초등학교 5학년) \| 우수상 \| \| 12 \| 달님에게 보낸 편지 \| 김종영 \| 김드리 \| 서재희(경기 고양 신일초등학교 6학년) \| 우수상 \| |                           |        |        | |        |
| 참가번호 | 곡명                      | 작사   | 작곡   | 가창자 | 비고   |
| 1 | 창문 속 풍경              | 이근호 | 윤혜련 | 장푸름(경기 용인 용마초등학교 6학년) | 우수상 |
| 2 | 미운 오리                 | 정명진 | 구자진 | 구민경(경남 김해 동광초등학교 4학년) | 우수상 |
| 3 | 난 행복해                 | 김성윤 | 유태왕 | 이유진(서울 봉현초등학교 4학년) | 우수상 |
| 4 | 새가 나에게 하는 말       | 김유정 | 김유정 | 이지우(서울 묘곡초등학교 6학년), 최동호(경기 용인 신리초등학교 5학년), 박영은(경기 성남 서당초등학교 5학년), 이주은(경기 성남 돌마초등학교 4학년), 조성윤(경기 성남 늘푸른초등학교 4학년), 최문영(경기 용인 신리초등학교 3학년), 김수인(경기 남양주 도농초등학교 3학년), 김서연(경기 성남 내정초등학교 2학년), 허서연(경기 성남 이매초등학교 2학년) | 우수상 |
| 5 | 꿈 속 나라                | 한예찬 | 최재혁 | 김효진(대구 동산초등학교 6학년) | 대상   |
| 6 | 나무 의자                 | 주유미 | 주유미 | 성민희(서울 원묵초등학교 5학년) | 우수상 |
| 7 | 다람쥐 가족 이리저리 콩콩 | 백지원 | 정우령 | 전혜원(경북대학교 사범대학 부설초등학교 3학년), 김명진(대구 동일초등학교 3학년), 김진아(대구 삼육초등학교 3학년), 노원경(대구 삼육초등학교 3학년), 박민수(대구 동일초등학교 3학년), 심경민(대구 동일초등학교 3학년), 이새연(대구 욱수초등학교 2학년)                                                                                                | 우수상 |
| 8 | 내 마음의 봄 꽃           | 김영좌 | 윤학준 | 이윤지(울산 삼신초등학교 5학년) | 우수상 |
| 9 | 꿈꾸는 고래               | 홍재근 | 조혜진 | 장주희(울산 삼신초등학교 6학년) | 우수상 |
| 10 | 오선지의 꿈               | 조경찬 | 김영민 | 박정현(서울 왕북초등학교 6학년) | 우수상 |
| 11 | 연시                      | 이근호 | 이근호 | 김수연(경기 용인 상현초등학교 5학년) | 우수상 |
| 12 | 달님에게 보낸 편지        | 김종영 | 김드리 | 서재희(경기 고양 신일초등학교 6학년) | 우수상 |

| - 일시 : 2009년 9월 13일 (일) 오후 4시 - 장소 : 과천시민회관 대극장 - 진행 : 유상무, 스미스, 서효명 - 방송 : 2009년 10월 4일 (일) 오전 10시 참가팀 :총 257곡이 응모하여 1, 2차 예선을 거쳐 본선에 12팀이 오름. \| 참가번호 \| 곡명 \| 작사 \| 작곡 \| 가창자 \| 비고 \| \| -------- \| ----------------- \| ------ \| ------ \| -------------------------------------------------------------------------------------------------------------------------------------------------------------------------------------------------------------------------------------------------------------------------------------------------------------- \| -------------- \| \| 1 \| 보물찾기 \| 김영좌 \| 윤학준 \| 김규빈(경기 수원 잠원초등학교 6학년), 박민지(경기 용인 서천초등학교 4학년), 노주영(경기 수원 신성초등학교 4학년), 김지예(경기 수원 잠원초등학교 3학년), 고시은(경기 수원 잠원초등학교 3학년), 오수희(경기 수원 잠원초등학교 4학년), 이주현(경기 수원 영동초등학교 4학년), 김문영(경기 용인 석성초등학교 4학년) \| 우수상, 인기상 \| \| 2 \| 초록세상 풀꽃향기 \| 조은별 \| 김신혜 \| 조다은(서울 구룡초등학교 4학년) \| 우수상 \| \| 3 \| 학교 가는 길 \| 채경록 \| 채경록 \| 임민수(서울 금성초등학교 4학년), 이윤진(경기 구리 건원초등학교 3학년) \| 우수상 \| \| 4 \| 꼭꼭 약속해요 \| 이근호 \| 이근호 \| 문지예(경기 수원 중앙기독초등학교 5학년), 박예빈(경기 수원 소화초등학교 3학년), 임선희(경기 수원 소화초등학교 3학년), 김재원(경기 수원 잠원초등학교 3학년), 이민지(경기 화성 솔빛초등학교 4학년), 박지현(경기 수원 잠원초등학교 4학년) \| 우수상 \| \| 5 \| 우리집 행복돼지 \| 김다나 \| 서미원 \| 정은재(서울 방산초등학교 4학년) \| 우수상 \| \| 6 \| 방학숙제 \| 정민아 \| 이은정 \| 최은지(서울 구룡초등학교 6학년), 안재경(서울 포이초등학교 6학년), 박정민(경기 성남 내정초등학교 5학년), 엄지원(경기 성남 분당초등학교 3학년) \| 우수상 \| \| 7 \| 신나는 내 자전거 \| 서은희 \| 서은희 \| 한인혜(경기 수원 소화초등학교 5학년), 이예림(경기 성남 신기초등학교 4학년) \| 우수상 \| \| 8 \| 바닷가 아기새 \| 이수영 \| 정재원 \| 이소은(서울 영훈초등학교 4학년) \| 우수상 \| \| 9 \| 꼬불꼬불 산길 \| 김종영 \| 최경진 \| 송채영(경기 안산 양지초등학교 5학년), 문지현(경기 안산 양지초등학교 5학년), 조은혜(경기 안산 양지초등학교 3학년), 박민선(경기 안산 양지초등학교 2학년) \| 우수상 \| \| 10 \| 꿈 저금통 \| 김유정 \| 배인숙 \| 성태현(서울 원묵초등학교 3학년) \| 대상, 가창상 \| \| 11 \| 우리집은 식물원 \| 박용진 \| 노주원 \| 이희원(경기 고양 다솜초등학교 6학년), 방재원(경기 고양 오마초등학교 5학년), 박인지(경기 고양 화중초등학교 5학년), 박지우(경기 고양 풍산초등학교 4학년), 김정원(경기 고양 백마초등학교 4학년), 정인우(경기 고양 백석초등학교 4학년), 안현정(경기 고양 가좌초등학교 4학년) 조율이(경기 고양 정발초등학교 4학년) \| 우수상 \| \| 12 \| 바다마을 기차여행 \| 정수은 \| 조혜진 \| 문정원(부산교육대학교 부설초등학교 5학년), 장진영(부산 용문초등학교 5학년), 황영인(부산 광남초등학교 4학년), 박신영(부산 해강초등학교 4학년), 강희정(부산교육대학교 부설초등학교 4학년), 김민성(부산 인지초등학교 6학년) \| 우수상 \| |                   |        |        | |                |
| 참가번호 | 곡명              | 작사   | 작곡   | 가창자 | 비고           |
| 1 | 보물찾기          | 김영좌 | 윤학준 | 김규빈(경기 수원 잠원초등학교 6학년), 박민지(경기 용인 서천초등학교 4학년), 노주영(경기 수원 신성초등학교 4학년), 김지예(경기 수원 잠원초등학교 3학년), 고시은(경기 수원 잠원초등학교 3학년), 오수희(경기 수원 잠원초등학교 4학년), 이주현(경기 수원 영동초등학교 4학년), 김문영(경기 용인 석성초등학교 4학년) | 우수상, 인기상 |
| 2 | 초록세상 풀꽃향기 | 조은별 | 김신혜 | 조다은(서울 구룡초등학교 4학년) | 우수상         |
| 3 | 학교 가는 길      | 채경록 | 채경록 | 임민수(서울 금성초등학교 4학년), 이윤진(경기 구리 건원초등학교 3학년) | 우수상         |
| 4 | 꼭꼭 약속해요     | 이근호 | 이근호 | 문지예(경기 수원 중앙기독초등학교 5학년), 박예빈(경기 수원 소화초등학교 3학년), 임선희(경기 수원 소화초등학교 3학년), 김재원(경기 수원 잠원초등학교 3학년), 이민지(경기 화성 솔빛초등학교 4학년), 박지현(경기 수원 잠원초등학교 4학년)                                                                         | 우수상         |
| 5 | 우리집 행복돼지   | 김다나 | 서미원 | 정은재(서울 방산초등학교 4학년) | 우수상         |
| 6 | 방학숙제          | 정민아 | 이은정 | 최은지(서울 구룡초등학교 6학년), 안재경(서울 포이초등학교 6학년), 박정민(경기 성남 내정초등학교 5학년), 엄지원(경기 성남 분당초등학교 3학년) | 우수상         |
| 7 | 신나는 내 자전거  | 서은희 | 서은희 | 한인혜(경기 수원 소화초등학교 5학년), 이예림(경기 성남 신기초등학교 4학년) | 우수상         |
| 8 | 바닷가 아기새     | 이수영 | 정재원 | 이소은(서울 영훈초등학교 4학년) | 우수상         |
| 9 | 꼬불꼬불 산길     | 김종영 | 최경진 | 송채영(경기 안산 양지초등학교 5학년), 문지현(경기 안산 양지초등학교 5학년), 조은혜(경기 안산 양지초등학교 3학년), 박민선(경기 안산 양지초등학교 2학년) | 우수상         |
| 10 | 꿈 저금통         | 김유정 | 배인숙 | 성태현(서울 원묵초등학교 3학년) | 대상, 가창상   |
| 11 | 우리집은 식물원   | 박용진 | 노주원 | 이희원(경기 고양 다솜초등학교 6학년), 방재원(경기 고양 오마초등학교 5학년), 박인지(경기 고양 화중초등학교 5학년), 박지우(경기 고양 풍산초등학교 4학년), 김정원(경기 고양 백마초등학교 4학년), 정인우(경기 고양 백석초등학교 4학년), 안현정(경기 고양 가좌초등학교 4학년) 조율이(경기 고양 정발초등학교 4학년)  | 우수상         |
| 12 | 바다마을 기차여행 | 정수은 | 조혜진 | 문정원(부산교육대학교 부설초등학교 5학년), 장진영(부산 용문초등학교 5학년), 황영인(부산 광남초등학교 4학년), 박신영(부산 해강초등학교 4학년), 강희정(부산교육대학교 부설초등학교 4학년), 김민성(부산 인지초등학교 6학년)                                                                                       | 우수상         |

## 대회 폐지 및 중단
EBS 고운노래 발표회는 방송국의 사정 및 동요 보급의 저조 및 음악계 시장의 지각변동, 그리고 2010년 3월에 발생한 천안함 침몰사고, 같은 해 11월에 발생한 연평도 포격사건, TV 경연장 전락, 순수 동요대회의 변질 및 인맥의 작용 등으로 인해, 경연장 변질이 우려되었고, 여러 가지 악재의 작용으로, EBS는, 2010년에 개최할 예정이던 제13회 고운노래 발표회 계획을 전면 취소 하였다. 결국 2009년 12회를 끝으로, 본 대회를 전면 중단, 폐지에 들어가 역사속으로 영원히 사라지게 되었다.

## 같이 보기
- KBS 초록동요제
- KBS 창작동요대회
- MBC 창작동요제
- 서덕출 창작동요제
- 고향의 봄 창작동요제
- 국악동요제
- 성남 박태현 전국 창작동요제
- 용인시 창작동요제
- 유니세프 국제어린이음악제 한국예선